# Mount Brocoum
Mount Brocoum är ett berg i Antarktis. Det ligger i Västantarktis. Argentina, Chile och Storbritannien gör anspråk på området. Toppen på Mount Brocoum är 1 650 meter över havet.
Terrängen runt Mount Brocoum är kuperad norrut, men söderut är den platt. Terrängen runt Mount Brocoum sluttar österut. Trakten är obefolkad. Det finns inga samhällen i närheten.